# Ophthalmolabus ilaegiae
Ophthalmolabus ilaegiae es una especie de coleóptero de la familia Attelabidae.

## Distribución geográfica
Habita en Tanzania y República Democrática del Congo.